# Isaac Perlmutter
Isaac «Ike» Perlmutter (en hebreo: יצחק "אייק" פרלמוטר‎; nacido el 1 de diciembre de 1942) es un empresario e inversionista multimillonario israelí-estadounidense. Ha sido inversionista en varias corporaciones, incluidas Revco, Coleco Entertainment, Remington y Toy Biz/Marvel Toys. Es el expresidente y exdirector ejecutivo de Marvel Entertainment. Tiene una relación política con Donald Trump, y actuó como asesor no oficial en su administración presidencial, supervisando el Departamento de Asuntos de los Veteranos.

## Comienzos
Isaac Perlmutter nació en una familia judía en el Mandato británico de Palestina, que se convirtió en el Estado de Israel durante su infancia.
Emigró a Estados Unidos, llegó a la ciudad de Nueva York con solo $ 250 y se ganó la vida frente a los cementerios judíos en Brooklyn, aprovechando sus habilidades hebreo para dirigir servicios funerarios a cambio de propinas. Más tarde, vendió juguetes y productos de belleza en las calles de la ciudad de Nueva York, lo que finalmente se convirtió en la venta de excedentes y artículos que habían llegado al fin de su vida útil con ganancias. Aunque nunca asistió a la universidad, aprendió por sí mismo a leer un balance y se dedicó a detectar el valor pasado por alto en empresas débiles y en dificultades.

## Trayectoria empresarial

### Revco
Con un nuevo socio comercial, Bernard Marden, y aprovechando las habilidades que adquirió como mayorista, formó una empresa llamada Odd Lot Trading, un mayorista y minorista de artículos en liquidación. En mayo de 1984, vendieron Odd Lot a Revco Discount Drug Stores a cambio del 12% de las acciones de Revco. Pronto desafió a la gerencia de Revco por el control de la empresa pero, después de una respuesta positiva inicial, fue rechazado. Perlmutter y su socio amenazaron con una adquisición hostil, pero finalmente se abstuvieron y vendieron su parte a Revco por $120 millones.

### Coleco
Perlmutter tenía una relación cercana con la gerencia del fabricante de juguetes Coleco Entertainment Corporation, ya que les había estado comprando inventario sin vender durante algún tiempo. Como es típico en la industria, los términos de pago a menudo eran inusuales. Con Coleco, Perlmutter compraría el inventario no vendido a cambio del 50% en efectivo y el 50% en «créditos de publicidad de trueque» (básicamente una promesa de pagar los futuros gastos de publicidad de Coleco). Durante un período de cuatro años, Perlmutter recibió $ 144 millones en bienes y pagó $ 73 millones en efectivo, además de proporcionar $ 71 millones en créditos publicitarios de trueque que se pagarán en el futuro.
En 1988, vio una oportunidad cuando Coleco luchaba con su deuda debido a la llegada de la computadora personal, lo cual afectó a la venta de videojuegos. Perlmutter compró toda la deuda sénior de Coleco (con un valor nominal de $ 85 millones) por $ 50 millones, un descuento sustancial, convirtiéndose en sénior para sus tenedores de bonos en caso de quiebra. Aunque Perlmutter creía que era probable la quiebra de Coleco, también creía que el valor de los activos de Coleco debería ser suficiente para cubrir el valor total de $ 85 millones que había comprado. En julio de 1988, Coleco se acogió al Capítulo 11 de la Ley de Quiebras. Los tenedores de bonos, que sospechaban de la estrecha relación de Perlmutter con la dirección de Coleco, demandaron a Perlmutter alegando una transmisión fraudulenta de los créditos publicitarios de trueque (que constituían una partida muy importante en el balance de Coleco). Después de una extensa negociación, se llegó a un acuerdo por el cual Coleco se vendería a Hasbro Corporation por $85 millones y Perlmutter aceptaría $64 millones por su reclamo de ahora $90 millones (principal más intereses) a cambio del retiro de la demanda.

### Remington
En 1994, Victor Kiam vendió su participación mayoritaria de Remington Products a Perlmutter, y Perlmutter se convirtió en vicepresidente de Remington. Kiam y Perlmutter vendieron Remington a Vestar Capital Partners en 1996.

### Marvel
Isaac Perlmutter fue miembro de la junta directiva de Marvel Comics a partir de abril de 1993 y fue presidente de la junta hasta marzo de 1995.
Isaac Perlmutter fue copropietario con Avi Arad de Toy Biz (más tarde Marvel Toys), luego de comprar su compañía predecesora de Charan Industries en enero de 1990. Toy Biz se reorganizó en el acuerdo de Marvel, y Perlmutter siguió siendo propietario del Toy Biz original como una sociedad de cartera llamada Zib, que poseía su filial de ventas en el extranjero Toy Biz International y la participación de Perlmutter en el nuevo Toy Biz.
Cuando Marvel Group quebró en 1996, se produjeron prolongadas batallas legales por el control de la empresa entre Perlmutter, Arad, Carl Icahn y Ronald Perelman. Para 1997, Perlmutter y Arad habían establecido el control de la empresa, expulsando a Icahn y Perelman. ToyBiz y Marvel se fusionaron en Marvel Enterprises para sacarla de la bancarrota en junio de 1998, y ToyBiz se convirtió en una división de la nueva empresa.
En noviembre de 2001, Perlmutter se convirtió en vicepresidente de Marvel. Se convirtió en el director ejecutivo de Marvel Comics en enero de 2005. Siguió siendo director ejecutivo de Marvel Entertainment después de su adquisición por parte de The Walt Disney Company en diciembre de 2009. Aunque Perlmutter recibió $ 800 millones en efectivo y $ 590 millones en acciones de Disney después de la adquisición, no ocupó un puesto en la junta directiva de Disney.
En septiembre de 2015, Perlmutter dejó de supervisar el desarrollo de Marvel Studios. Disney sintió que el director del estudio, Kevin Feige, debería responder directamente al presidente de Walt Disney Studios, Alan Horn, para que todas las propiedades cinematográficas de Disney (incluidas Pixar y Lucasfilm) estuvieran bajo una estructura de gestión. Según los informes, la reestructuración se debió a la «frustración» de Feige por trabajar con Perlmutter, así como a los supuestos comentarios y acciones de Perlmutter, como reemplazar a Terrence Howard, que quería más dinero para seguir interpretando a James Rhodes, con Don Cheadle, argumentando que «todos los negros lucen igual». Una persona con conocimiento de su enfoque creativo dijo: «Ike Perlmutter no discrimina ni se preocupa por la diversidad, solo se preocupa por lo que cree que generará dinero». Jeph Loeb, que supervisó Marvel Television y las propiedades televisivas del Universo Cinematográfico de Marvel, siguió respondiendo a Perlmutter hasta 2019.
En marzo de 2023, Perlmutter fue despedido de su puesto al frente de Marvel Entertainment, como parte de una reestructuración para incorporar las operaciones de la división a Disney propiamente dicha.

## Política
En 2015, Laura Perlmutter donó $2 millones a un súper PAC que apoyaba la candidatura presidencial del senador Marco Rubio.
En enero de 2016, según Donald Trump, Isaac tenía la intención de donar $ 1 millón a la iniciativa de veteranos heridos del candidato presidencial en la Universidad Drake.
El 30 de junio de 2016, Laura Perlmutter donó $ 449 400 a un PAC que apoyaba a Donald Trump y luego formó parte del comité de inauguración de Trump.
En 2019, Ike y Laura Perlmutter donaron aproximadamente $ 360 000 al «Comité Conjunto de Recaudación de Fondos para la Victoria de Trump».

### Departamento de Asuntos de Veteranos
En abril de 2017, The New York Times clasificó a Perlmutter como uno de los «asistentes al club», un nombre informal dado a alrededor de veinte personas a las que el presidente Trump consulta «fuera de las puertas de la Casa Blanca». Él «ha estado asesorando informalmente... sobre temas de veteranos [y]... ha estado presente» en Mar-a-Lago (de ahí el nombre), según el relato.
En agosto de 2018, la organización de noticias sin fines de lucro ProPublica informó que Trump había autorizado informalmente a tres miembros de su club Mar-a-Lago para dirigir la política en el Departamento de Asuntos de los Veteranos de los Estados Unidos (VA) y dar instrucciones al Secretario de Asuntos de los Veteranos Peter O'Rourke. Perlmutter fue nombrado entre los tres, colectivamente conocidos como Mar-a-Lago Crowd. El autor del artículo obtuvo «cientos de documentos» a través de la Ley de Libertad de Información que muestran que los tres estaban en contacto diario con la agencia, «revisando todo tipo de políticas y decisiones de personal» y que «impulsaron al VA a iniciar nuevos programas, y los funcionarios viajaron a Mar-a-Lago a expensas de los contribuyentes para escuchar sus puntos de vista». El personal de VA ha afirmado que los tres hombres obtuvieron el control del departamento como «botín» para recompensarlos por su apoyo a Trump. Su influencia sobre VA, incluido el personal de VA que viajó a Mar-a-Lago para reunirse con ellos, continuó hasta 2019.

## Filantropía
En 1993, Perlmutter y su esposa establecieron la Cátedra Laura e Isaac Perlmutter y la cátedra de Biología Celular en el Instituto Skirball de Medicina Biomolecular (parte de la Escuela de Medicina de la Universidad de Nueva York). La esposa de Perlmutter, Laura, se ha desempeñado como fideicomisaria en la Junta de Fideicomisarios del Centro Médico de la Universidad de Nueva York desde 1993 y Perlmutter se ha desempeñado como fideicomisaria desde 2014.
Isaac y Laura Perlmutter son los principales contribuyentes del Centro Médico Langone de la NYU. En enero de 2014, la pareja hizo una donación de $50 millones de su fundación para establecer el Laura and Isaac Perlmutter Cancer Center en NYU Langone, seguida de una donación de $5 millones de su fundación para establecer el Laura and Isaac Perlmutter Cosmetic Plastic Surgery Center en NYU Langone, una donación de $9 millones para financiar la investigación del cáncer en NYU Langone y el Technion – Israel Institute of Technology, y una donación de $1 millón para apoyar al Beatrice W. Welters Breast Health Outreach and Navigation Program del centro médico.
En la primavera de 2020, en respuesta a la pandemia de COVID-19, Isaac y Laura Perlmutter participaron en la financiación de la donación de aproximadamente 50 toneladas de alimentos al Banco de Alimentos del Condado de Palm Beach. Además del banco de alimentos, la pareja contribuyó a proporcionar comidas al personal de Good Samaritan Medical Center y St. Mary's Medical Center, así como a cinco hospitales en la ciudad de Nueva York.

## Vida personal
Al principio de su carrera, Perlmutter conoció a su esposa Laura J. Perlmutter en un centro turístico en las montañas de Catskill y se casaron poco después. Dividen su tiempo entre casas en Palm Beach, Florida, cerca de Mar-a-Lago, y Nueva York. No tienen hijos.
Perlmutter se enorgullece de no haber dado nunca una entrevista durante toda su carrera a pesar de estar en el ojo público debido a sus muchas batallas judiciales y por bancarrota. Sin embargo, concedió una rara entrevista a The Wall Street Journal tras su despido de Disney. Rara vez ha sido fotografiado espontáneamente.